# Fléchin
Fléchin is een gemeente in het Franse departement Pas-de-Calais (regio Hauts-de-France). De gemeente telt 512 inwoners (2005) en maakt deel uit van het arrondissement Sint-Omaars.

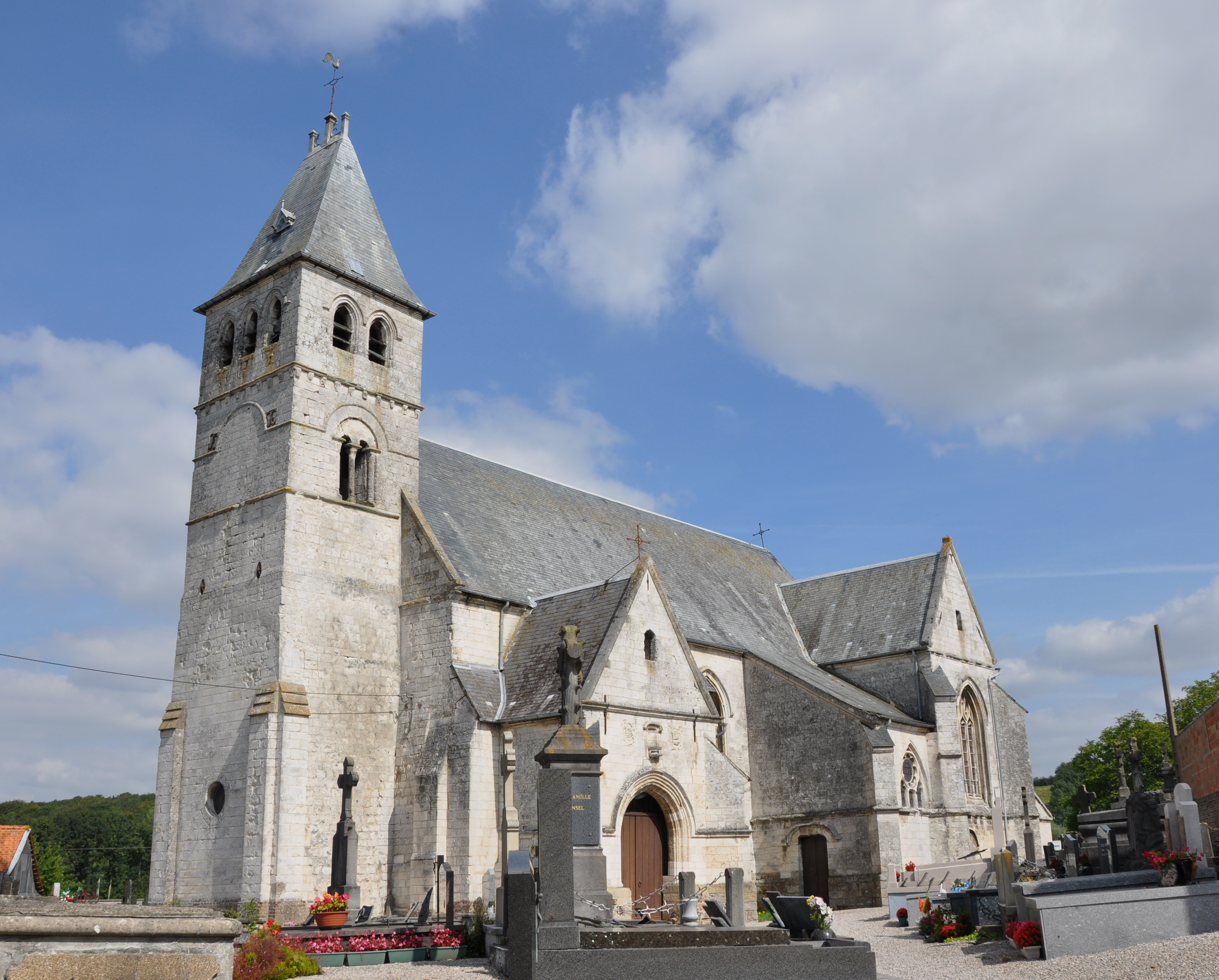
Église Saint-Martin

## Geschiedenis
Een oude vermelding van de plaats dateert uit het eind van de 10de eeuw als Felciacus. Uit het eind van de 11de en uit de 12de eeuw dateren vermeldingen als Felzi, Felchin en Flechin.
Op het eind van het ancien régime werd Fléchin een gemeente. In 1822 werden buurgemeenten Cuhem (Nederlands: Kulem) en Boncourt opgeheven en aangehecht bij Fléchin.

## Geografie
De oppervlakte van Fléchin bedraagt 10,9 km², de bevolkingsdichtheid is 47,0 inwoners per km². Naast Fléchin zelf ligt in het noorden van de gemeente nog het dorpje Cuhem, in het zuidwesten het dorpje Boncourt. Door de gemeente loopt het riviertje de Surgeon.
De onderstaande kaart toont de ligging van Fléchin met de belangrijkste infrastructuur en aangrenzende gemeenten.

## Bezienswaardigheden
- De Église Saint-Martin dateert uit de 16de en 17de eeuw. De kerk werd in 1926 ingeschreven als monument historique. Ook verschillende kunstwerken en stukken kerkmeubilair werden beschermd. Het 16de-eeuws altaar en retabel werden in 1911 geklasseerd als monument historique. De kerkklok uit 1763 werd in 1943 geklasseerd. In 1975 werden verschillende beelden geklasseerd, namelijk een 16de-eeuwse beeldengroep van de liefdadigheid van Sint-Maarten, 16de-eeuwse individuele standbeelden van Sint-Nicolaas, Sint-Eligius en Sint-Antonius, een 15de-eeuws standbeeldje van Sint-Pieter en een 16de-eeuwse beeldengroep van de Opvoeding van Maria. Ook een 17de-eeuws schilderij van de Barmhartigheid van Maria en een 17de-eeuwse koorstoel werden in 1975 geklasseerd.

## Demografie
Onderstaande figuur toont het verloop van het inwonertal (bron: INSEE-tellingen).